# Paulo Henrique Ganso
Paulo Henrique Chagas de Lima (Ananindeua, 12 oktober 1989) - alias Ganso, is een Braziliaans voetballer die doorgaans als middenvelder speelt.  Ganso debuteerde in 2010 in het Braziliaans voetbalelftal.

## Clubcarrière
Ganso speelde in de jeugd van Tuna Luso Brasileira en Paysandu en werd in 2005 op zestienjarige leeftijd opgenomen in die van Santos. Hiervoor debuteerde hij in 2008 in het eerste elftal. Ganso speelde vijf seizoenen voor de club. Hij liep in augustus 2011 een knieblessure op die zijn beschikbaarheid zodanig beperkte dat hij nog tot een handvol wedstrijden kwam. Vervolgens raakte Ganso in conflict met de clubleiding toen zijn teamgenoot Neymar een verbeterd contract kreeg en hij niet. Hij maakte in september 2012 voor tien miljoen euro de overstap naar aartsrivaal São Paulo, waar hij tekende voor vijf seizoenen. Hij tekende in juli 2016 een contract tot medio 2021 bij Sevilla. Dat betaalde circa €10.000.000,- voor hem, waarvan iets minder dan de helft aan São Paulo en de rest aan investeringsfonds DIS. In het seizoen 2018/19 speelde Ganso op huurbasis in Frankrijk voor Amiens. Op 31 januari 2019 keerde hij terug naar Brazilië bij Fluminense.

## Statistieken
| Club            | Seizoen         | Competitie | Competitie | Competitie | Beker | Beker | Beker   | Internationaal | Internationaal | Internationaal | Overig | Overig | Overig  | Totaal | Totaal | Totaal  |
| Club            | Seizoen         | Wed.       | Dlp.       | Assists    | Wed.  | Dlp.  | Assists | Wed.           | Dlp.           | Assists        | Wed.   | Dlp.   | Assists | Wed.   | Dlp.   | Assists |
| --------------- | --------------- | ---------- | ---------- | ---------- | ----- | ----- | ------- | -------------- | -------------- | -------------- | ------ | ------ | ------- | ------ | ------ | ------- |
| Santos          | 2008            | 3          | 0          | 0          | —     | —     | —       | 0              | 0              | 0              | 4      | 0      | 0       | 7      | 0      | 0       |
| Santos          | 2009            | 33         | 8          | 6          | 4     | 0     | 0       | —              | —              | —              | 11     | 2      | 0       | 48     | 10     | 6       |
| Santos          | 2010            | 11         | 0          | 2          | 10    | 2     | 3       | 2              | 0              | 0              | 21     | 11     | 8       | 44     | 13     | 13      |
| Santos          | 2011            | 13         | 2          | 1          | —     | —     | —       | 7              | 1              | 2              | 11     | 2      | 4       | 31     | 5      | 7       |
| Santos          | 2012            | 5          | 1          | 0          | —     | —     | —       | 13             | 3              | 2              | 16     | 4      | 9       | 34     | 8      | 11      |
| Santos          | Club totaal     | 65         | 11         | 9          | 14    | 2     | 3       | 22             | 4              | 4              | 63     | 19     | 21      | 164    | 36     | 37      |
| São Paulo       | 2012            | 3          | 0          | 2          | —     | —     | —       | 2              | 0              | 0              | —      | —      | —       | 5      | 0      | 2       |
| São Paulo       | 2013            | 31         | 1          | 6          | —     | —     | —       | 15             | 1              | 3              | 20     | 3      | 3       | 66     | 5      | 12      |
| São Paulo       | 2014            | 34         | 5          | 10         | 6     | 0     | 2       | 6              | 3              | 1              | 16     | 1      | 4       | 62     | 9      | 17      |
| São Paulo       | 2015            | 31         | 2          | 7          | 6     | 0     | 0       | 8              | 0              | 0              | 10     | 1      | 2       | 55     | 3      | 9       |
| São Paulo       | 2016            | 7          | 1          | 2          | —     | —     | —       | 11             | 2              | 3              | 15     | 4      | 2       | 33     | 7      | 7       |
| São Paulo       | Club totaal     | 106        | 9          | 27         | 12    | 0     | 2       | 42             | 6              | 7              | 61     | 9      | 11      | 221    | 24     | 47      |
| Sevilla         | 2016/17         | 0          | 0          | 0          | 0     | 0     | 0       | 0              | 0              | 0              | 0      | 0      | 0       | 0      | 0      | 0       |
| Sevilla         | Club totaal     | 0          | 0          | 0          | 0     | 0     | 0       | 0              | 0              | 0              | 0      | 0      | 0       | 0      | 0      | 0       |
| Carrière totaal | Carrière totaal | 171        | 20         | 36         | 26    | 2     | 5       | 64             | 10             | 11             | 124    | 28     | 32      | 385    | 60     | 84      |

Bijgewerkt tot en met 16 juli 2016

## Erelijst
Santos
- Copa do Brasil: 2010
- CONMEBOL Libertadores: 2011
- CONMEBOL Recopa: 2012

 São Paulo
- CONMEBOL Sudamericana: 2012

 Fluminense
- Taça Guanabara: 2022, 2023
- Campeonato Carioca: 2022, 2023
- CONMEBOL Libertadores: 2023

Individueel
- Copa do Brasil – Beste Speler: 2010
- Bola de Prata: 2014
- Zuid-Amerikaans Team van het Jaar: 2011
- Campeonato Paulista – Team van het Jaar: 2010, 2012

1 Gabriel ·
2 Rafael ·
3 Thiago Silva  ·
4 Juan Jesus ·
5 Sandro Raniere ·
6 Marcelo ·
7 Lucas Moura ·
8 Rômulo ·
9 Leandro Damião ·
10 Oscar ·
11 Neymar ·
12 Hulk ·
13 Bruno Uvini ·
14 Danilo ·
15 Alex Sandro ·
16 Ganso ·
17 Alexandre Pato ·
18 Neto ·
Coach: Menezes